# Pomacentrus arabicus
Pomacentrus arabicus là một loài cá biển thuộc chi Pomacentrus trong họ Cá thia. Loài này được mô tả lần đầu tiên vào năm 1991.

## Từ nguyên
Từ định danh arabicus trong tiếng Latinh có nghĩa là "thuộc Ả Rập", hàm ý đề cập đến vịnh Oman (một phần của biển Ả Rập), nơi mẫu định danh của loài cá này được thu thập.

## Phạm vi phân bố và môi trường sống
P. arabicus mới chỉ được biết đến ở vịnh Oman (ngoài khơi Oman). Loài này sống tập trung gần các rạn san hô ở độ sâu đến 6 m.

## Mô tả
Chiều dài lớn nhất được ghi nhận ở P. arabicus là 11 cm. Cơ thể màu nâu sẫm, gần như đen.
Số gai ở vây lưng: 13; Số tia vây ở vây lưng: 14–15; Số gai ở vây hậu môn: 2; Số tia vây ở vây hậu môn: 14–15; Số gai ở vây bụng: 1; Số tia vây ở vây bụng: 5.

## Sinh thái học
Thức ăn của P. armillatus bao gồm tảo và các loài động vật phù du. Cá đực có tập tính bảo vệ và chăm sóc trứng.